# Fraxinus nigra
Fraxinus nigra (freixe negre) és una espècie del gènere Fraxinus (freixes) nativa de gran part de l'est del Canadà i el nord-est dels Estats Units, des de l'oest occidental de Terranova fins al sud-est de Manitoba, i el sud d'Illinois i el nord de Virgínia. Anteriorment abundant, a partir de 2014 l'espècie està amenaçada amb quasi l'extirpació total de tot el seu rang, com a resultat de la infestació per un insecte paràsit conegut com el barrinador maragda del freixe.